# مایک پست
مایک پُست (انگلیسی: Mike Post؛ زادهٔ ۲۹ سپتامبر ۱۹۴۴) موسیقی‌دان اهل ایالات متحده آمریکا است. وی از سال ۱۹۷۰ میلادی تاکنون مشغول فعالیت بوده‌است.
از فیلم‌ها یا مجموعه‌های تلویزیونی که وی در آن‌ها نقش داشته است، می‌توان به کارآگاه راکفورد و گانگستر اشاره نمود.